# Ljubica
Ljubica (serbisch, mazendonisch: Љубица) ist ein weiblicher Vorname.

## Herkunft und Bedeutung
Der Name wird im Serbischen, Mazedonischen, Slowenischen und Kroatischen verwendet und wird aus dem slawischen Element lyuby gebildet, was Liebe bedeutet; in Verbindung mit einem Diminutivsuffix. Es kann auch aus dem serbokroatischen ljubicica stammen, was violett bedeutet.
Die männliche Form ist Ljuban (serbisch, kroatisch) und Ljuben (mazedonisch). 

## Bekannte Namensträgerinnen
- Ljubica Jelušič (* 1960), slowenische Politikerin
- Ljubica Kecman (* 1993), serbische Volleyballspielerin
- Ljubica Marić (1909–2003), jugoslawische bzw. serbische Komponistin